# 그레이엄 애덤스
그레이엄 월리스 애덤스(영어: Graham Wallace Adams, 1933년 3월 1일~2020년 2월 14일)는 잉글랜드의 축구인으로 현역 시절 수비수로 활동했다. 선수 경력을 마감한 후 축구 지도자로 활동했으며 1971년부터 1972년까지 대한민국 축구 국가대표팀의 수석 코치를 담당했다. 대한민국에서는 성 'Adams'를 로마자 그대로 읽은 그레이엄 아담스, 그래엄 아담스로도 알려져 있다.

## 선수 경력
애덤스는 치페넘 타운과 배스 시티 FC에서 아마추어 선수로 활동했고 제2차 세계 대전 당시 영국 왕립 공군에서 복무하면서 왕립 공군 축구대표팀에서 활동했다. 그는 1957년 풋볼 리그 남부 3부 리그의 플리머스 아가일 FC에 입단하면서 프로 선수 경력을 시작했고 플리머스 아가일에서 1957년 12월 14일 플리머스 아가일이 코번트리 시티 FC를 4대 0으로 이긴 경기에만 출전했다. 그는 1959년 2월 750파운드(약 123만 원)의 이적료로 서던 풋볼 리그의 헤딩턴 유나이티드 FC로 이적했다.
1960년 헤딩턴 유나이티드는 '옥스퍼드 유나이티드'로 이름을 변경했고 애덤스는 1961년 서던 풋볼 리그 우승을 달성했다. 애덤스는 옥스퍼드 유나이티드에서 다리가 부러지는 부상을 입었고 1961년 9월 옥스퍼드 유나이티드와 계약을 해지했다.
애덤스는 1972년 북미 사커 리그의 몬트리올 올랭피크의 감독으로 부임한 후 몬트리올 올랭피크의 선수로도 활동하면서 4경기에 출전했다. 그는 몬트리올 올랭피크에서 그레임 수네스와 함께 1년 간 활동했다.

## 지도자 경력

### 위컴 원더러스
애덤스는 1961년 이스미언 리그의 위컴 원더러스 FC의 감독으로 부임하며 축구 지도자 경력을 시작했다. 그는 1961-62 시즌이 지나고 구단을 떠났다.

### 말리, 버뮤다 대표팀
애덤스는 1965년 경 말리 축구 국가대표팀의 감독으로 부임했다. 그는 말리 대표팀 이후 버뮤다 축구 국가대표팀의 감독을 맡아 1967년 팬아메리칸 게임에서 축구 종목 은메달을 획득했고 1967년에서 1968년 사이에 버뮤다 청소년 축구 국가대표팀의 감독으로도 활동하며 1967-68년 버뮤다 국제 청소년 축구 선수권 대회 우승을 달성했다.

### 대한민국 A대표팀
애덤스는 1971년 3월 한홍기가 감독을 역임하던 대한민국 축구 국가대표팀의 수석 코치로 부임하면서 대표팀에 부임한 첫 번째 외국인 축구 지도자가 되었다. 그는 대표팀의 1972년 하계 올림픽 출전 목표 달성을 위해 1971년 10월까지 대한민국 대표팀의 수석 코치 및 기술고문으로 활동했다. 임기 당시 대한민국 대표팀은 적합한 훈련 시설을 갖추고 있지 않았고 애덤스와 한홍기는 김정남, 이회택, 박이천이 활동하던 대표팀의 훈련 방식에 관해 의견 차이를 가지고 있었다. 그는 대표팀이 1971년 9월 하계 올림픽 진출에 실패하자 지방 순회 코치로 활동했고 대한민국 대표팀 계약 기간이 끝난 후 북미 축구 리그의 캐나다 구단 몬트리얼 올랭피크의 감독으로 부임하며 대한민국을 떠났다.

### 몬트리올 올랭피크
애덤스는 1972년 북미 사커 리그의 몬트리올 올랭피크의 감독으로 부임했고 구단의 선수로도 활동하면서 총 4경기에 출전했다.

## 개인사
애덤스는 학창 시절 바이데퍼드 문법 학교(영어: Bideford Grammar School)를 다녔고 제2차 세계 대전 당시 영국 왕립 공군에서 복무했다. 그는 2020년 2월 14일 캐나다 브리티시컬럼비아주 100마일하우스에서 86세의 나이로 사망했다.

## 수상 내역
옥스퍼드 유나이티드 FC
- 서던 풋볼 리그: 1961[2]

 버뮤다 축구 국가대표팀
- 팬아메리칸 게임 은메달: 1967[7]

 버뮤다 청소년 축구 국가대표팀
- 버뮤다 국제 청소년 축구 선수권 대회: 1967-68[8]